# Bank of America
El Bank of America (en català: Banc d'Amèrica) és la banca comercial més gran dels Estats Units d'Amèrica pel que fa a dipòsits, i la companyia més gran del món en la seva categoria.
El Bank of America és l'empresa americana més gran (per capitalització de mercat) que no forma part de l'índex borsari Dow Jones. Es va formar a través de l'adquisició de BankAmerica per part de NationsBank el 1998. El 19 de juliol de 2006 el Bank of America va publicar les dades del segon trimestre del mateix any, en el curs del qual, amb uns guanys de 5.480 milions de dòlars, va superar al seu competidor Citigroup per primer cop.
El 2021 és el segon banc nord-americà en dipòsits després de JPMorgan Chase amb 1.900 milions de dòlars en actius. La seu del grup es troba a Charlotte, Carolina del Nord des de la seva fusió-absorció amb NationsBank el 1998.
Cotitza a la Borsa de Nova York (NYSE BAC), forma part de l'índex Dow Jones des del 19 de febrer de 2008. És, segons el Forbes Global 2000 de 2017, la setena empresa del món.

## Història

### Els inicis
Amadeo Giannini va ser el fundador del que ara és Bank of America. Després del terratrèmol de San Francisco de 1906, el seu banc, el Banc d'Itàlia, es va convertir en el líder de la comunitat bancària de San Francisco en la concessió de préstecs a persones afectades per desastres.
BankAmerica es va fundar l'any 1929 a Califòrnia per la fusió de Bank of Italy i Bank of America, un banc situat a Los Angeles, amb la seu del nou grup a San Francisco.
Giannini també va intentar expandir el banc a nivell nacional, especialment als estats occidentals, així com a la indústria d'assegurances, sota l'egida de la seva filial, Transamerica. Amb la Bank Holding Company Act de 1956, els bancs tenen prohibit tenir filials no bancàries com ara companyies d'assegurances. Com a resultat, BankAmerica i Transamerica es van separar. A més, el regulador federal prohibeix a BankAmerica operar en diversos estats alhora. Per tant, el grup es veu obligat a combinar les seves activitats bancàries fora de Califòrnia en una nova estructura, First Interstate Bancorp, adquirida per Wells Fargo Corp. el 1996.
Califòrnia va tenir la taxa de creixement més alta als Estats Units després de la Segona Guerra Mundial, amb el major ús de comptes corrents (molts soldats cobraven a través de comptes bancaris durant la guerra). Per fer front al volum de transaccions, el banc inverteix molt en tecnologia de la informació i BankAmerica es considera generalment, juntament amb General Electric Company i SRI, com l'inventor de la banca centralitzada moderna, amb una sèrie de tecnologies financeres. A partir d'aquestes tecnologies, les targetes de crèdit es poden vincular directament a diferents comptes bancaris. A causa de l'eficiència d'aquestes tecnologies, el banc tenia uns costos administratius significativament més baixos que altres bancs, fet que li va permetre a principis dels anys setanta convertir-se en el banc més gran del món.
El 1959, va inventar la targeta de crèdit, la BankAmericard, que va canviar el seu nom a VISA el 1975. Un consorci de bancs de Califòrnia llançarà Master Charge (ara Mastercard) per competir amb BankAmericard.

### Expansió fora de Califòrnia
Va ser gràcies a la Bank Holding Company Act de 1967 que BankAmerica Corp va tornar a poder expandir-se fora de Califòrnia.
BankAmerica s'expandeix fora de Califòrnia el 1983 amb l'adquisició de Seafirst Corp, amb seu a Seattle , Washington, i la seva filial, Seattle-First National Bank. Seafirst es trobava en una posició difícil després d'una sèrie de préstecs incobrables a la indústria petroliera. BankAmerica conserva el nom Seafirst fins que Bank of America es fusiona amb NationsBank.
BankAmerica va patir grans pèrdues el 1986 i el 1987, a causa de les males inversions al Tercer Món, especialment a Llatinoamèrica. El grup acomiada el seu llavors director general, Sam Armacost, que acusa el seu predecessor, AW (Tom) Clausen de ser-ne el responsable. No obstant això, Clausen és designat per substituir Armacost. Aquests fets van donar lloc a una forta caiguda de les accions de BankAmerica, fent que el grup sigui vulnerable a una Oferta pública d'adquisició hostil.
First Interstate Bancorp de Los Angeles (antiga filial de BankAmerica), per tant, va llançar una oferta a la tardor de 1986 sobre el grup, que BankAmerica va rebutjar, i això amb la venda de la seva filial FinanceAmerica a Chrysler així com a la casa de corretatge Charles Schwab and Co. al Sr. Schwab. El 1987, les accions de BankAmerica van caure fins 8 dólars i després van recuperar-se amb força.
La següent gran adquisició de BankAmerica va arribar el 1992. En aquesta data, va adquirir el seu competidor californian Security Pacific Corp. i la seva filial Security Pacific National Bank, així com altres bancs d'Arizona, Idaho, Oregon i l'estat de Washington. Aleshores va ser la major adquisició bancària de la història. Els reguladors federals demanen la venda de la filial estatal de Washington de Security Pacific, Rainier Bank, perquè la combinació de Seafirst i Rainier Bank hauria donat a BankAmerica massa quota de mercat en aquest estat. Més tard aquell any, BankAmerica adquireix un banc de Nevada, Valley Bank of Nevada.
El 1994, BankAmerica va adquirir el Continental Illinois National Bank and Trust Co. de Chicago, que va passar a ser de propietat federal després d'experimentar els mateixos problemes que Seafirst a la indústria petroliera. En aquell moment cap altre banc tenia els mitjans per rescatar el banc. Amb aquesta fusió, BankAmerica Corp. es va tornar a convertir en el banc més gran dels Estats Units en termes de dipòsits, abans de caure al segon lloc el 1997 darrere de NationsBank Corp., després tercer el 1998, darrere de First Union Corp de Carolina del Nord.

### El temps de les grans fusions

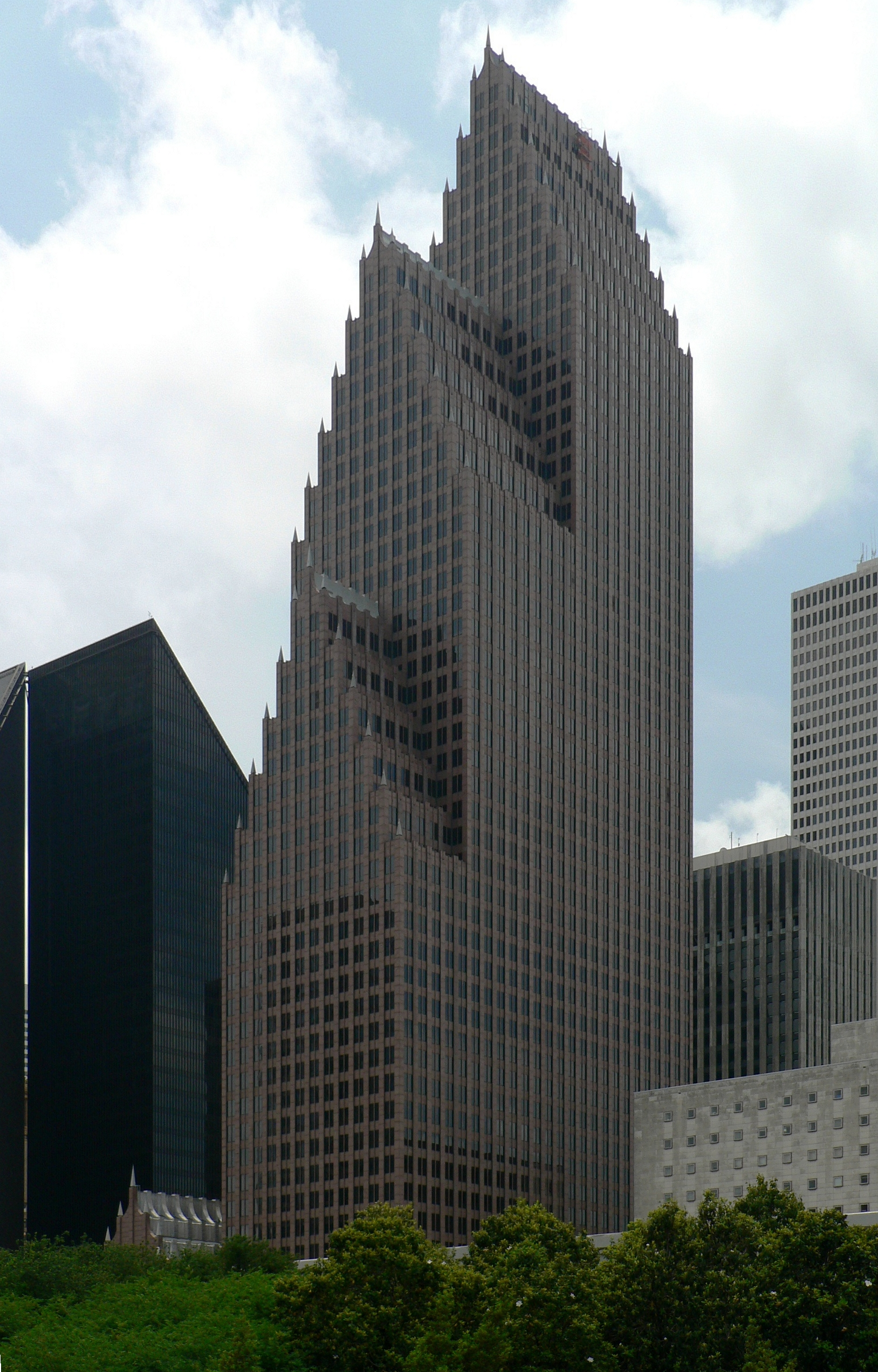
Bank of America Center a Houston

El 1998, BankAmerica Corp. és adquirida per NationsBank Corporation per 64.800 milions de dòlars EUA, en la que és la transacció bancària més gran de la història fins ara. Tot i que tècnicament es tracta d'una presa de possessió de BankAmerica Corporation per part de NationsBank, l'acord s'estructura com una fusió entre les dues entitats.
El nou grup pren el nom de la presa i no del depredador, és a dir, Bank of America, però la seu del grup roman a Charlotte, Carolina del Nord. El banc encara compleix la carta federal 13044 que es va atorgar al Banc d'Itàlia de Giannini el dia 1 de març de 1927.
Malgrat la mida gegantina de la nova entitat, els reguladors federals només exigeixen la revenda de tretze sucursals a Nou Mèxic, en ciutats on Bank of America hauria estat propietari de totes les sucursals bancàries. Aquestes assignacions només són necessàries si una empresa en té més de 25 % de sol·licituds d'un o més estats superior a 10 % a tot el territori. Per tant, el grup així format està present a vint-i-dos estats a través de 4.800 agències per un capital de 570.000 milions de dòlars.
El 2001, el CEO Hugh McColl va dimitir i va nomenar Ken Lewis com el seu successor. Aleshores, el nou conseller delegat es va centrar més en el rendiment financer del grup, trencant amb l'onerosa política expansionista del seu predecessor.
El 2004, Bank of America va comprar la National Processing Company, amb seu a Louisville, a National City Corp per 1.400 milions de dòlars. Aquesta nova filial, rebatejada com BA Merchant Services, gestiona una de cada sis transaccions VISA i Mastercard. La companyia també ofereix solucions financeres per a empreses de transport i sanitat.
El 2004, Bank of America va adquirir FleetBoston Financial per 47.000 milions de dòlars. Gràcies a aquesta operació, el grup va reforçar les seves posicions als Estats Units, on té 513.000 milions de dòlars en dipòsits, molt per davant del número dos JPMorgan Chase amb 353.000 milions de dòlars i el número tres Wells Fargo amb 228.000 milions de dòlars. 30 de juny de 2003).

### Segle XXI

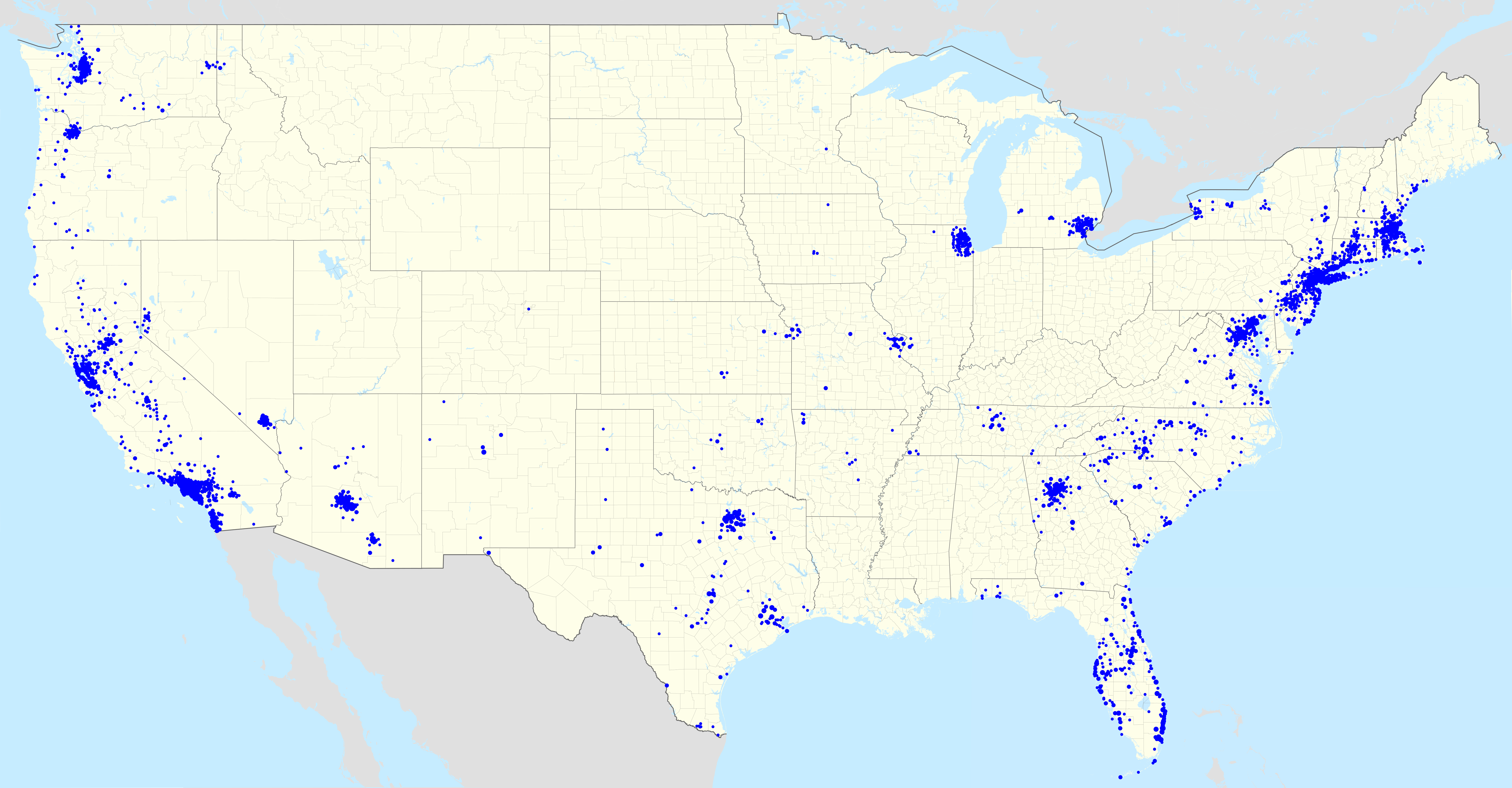
Mapa de les ubicacions del Bank of America el 2010.

El 30 de juny de 2005, el grup va anunciar la seva intenció de comprar MBNA, el gegant de les targetes de crèdit, per 35.000 milions de dòlars en accions i en efectiu. La Reserva Federal dels Estats Units va aprovar la fusió el 15 de desembre de 2005.
Finalitzat l’1 de gener de 2006, va convertir Bank of America en el principal emissor de targetes de crèdit als Estats Units per davant de JPMorgan Chase. MBNA passa a anomenar-se Bank of America Card Services i té més de 40 milions de comptes als Estats Units.
El maig de 2006, Bank of America va signar un acord amb el banc brasiler Banco Itaú, pel qual el banc brasiler va adquirir les operacions de BankBoston al Brasil, un negoci que va heretar Bank of America quan es va fusionar amb FleetBoston. Aquesta sessió representa 66 oficines al Brasil per a uns 203 000 clients, però també posteriorment 44 oficines a Xile i 15 a l'Uruguai. Al final d'aquest acord, Bank of America recupera una participació de 2.200 milions de dòlars a Banco Itaú, el segon grup bancari més gran del Brasil, és a dir, 5,8 % del capital.
El 23 d'abril de 2007, arran de l'anunci de la fusió entre els bancs holandesos ABN Amro i els britànics Barclays, Bank of America va anunciar que havia signat un acord per fer-se càrrec de les activitats nord-americanes d'ABN Amro. Així Bank of America adquiriria LaSalle Bank per 21.000 milions de dòlars EUA. LaSalle Bank, amb seu a Chicago, té 1,4 milions de clients de banca minorista i 411 sucursals bancàries als estats de Michigan, Indiana i l'àrea de Chicago Aquesta adquisició posaria Bank of America just per sobre dels 10 % dels dipòsits autoritzats per a un banc als Estats Units pels reguladors. No obstant això, el Tribunal Comercial d'Amsterdam va suspendre la venda de LaSalle després d'una denúncia d'una associació d'accionistes, VEB, que va considerar que la venda era una píndola de verí per dissuadir qualsevol altra oferta per ABN Amro. L'acord entre Bank of America i ABN Amro preveu una compensació de 200 milions de dòlars EUA si la venda fracassa. ABN Amro és l'objectiu d'una contraoferta d'un consorci de bancs liderat pel Royal Bank of Scotland.
El 23 d'agost de 2007, Bank of America va anunciar la compra de Countrywide Financial, un especialista en préstecs immobiliaris i un gran productor de préstecs subprime, per 2.000 milions de dòlars.
Bank of America va construir el 2008 la seva nova seu per a la seva sucursal de Nova York. El gratacel estarà situat al dia 42 carrer i Avinguda de l'Amèrica, a Bryant Park, i comptarà amb 200 000 m 2 d'oficina. L'edifici acollirà la seu de la divisió de banca d'inversió del grup, però també gran part de la plantilla a Nova York.
El 15 de gener de 2009, com a part del Pla Paulson, el Departament del Tresor dels Estats Units va decidir injectar 20.000 milions de dòlars EUA, portant la seva ajuda a un total de 45.000 milions de dòlars des de l'octubre de 2008. A més, el govern federal dels EUA va decidir garantir 118.000 milions de dòlars en actius tòxics, que van arribar a 75 % de Merrill Lynch, una empresa oficialment adquirida l’1 de gener de 2009 per Bank of America.
El 2008, BoA va adquirir Merrill Lynch. Cap a finals de 2008, malgrat les pèrdues a Merrill Lynch de 27.600 milions de dòlars, BoA va pagar bonificacions als executius de la companyia. " I sobretot, Bank of America ha volgut amagar aquests 5.800 milions de bonificacions als seus accionistes. ". El setembre de 2009, la Securities and Exchange Commission va demandar a BoA per aquestes bonificacions pagades.
El juny de 2011, per posar fi als procediments judicials iniciats arran de l'escàndol de les hipoteques subprime que va provocar la crisi bancària i financera de la tardor de 2008, BoA va pagar «14.000 milions de dòlars per resoldre el litigi generat per la seva filial Countrywide Financial».
El 25 d'agost de 2011, Berkshire Hathaway va anunciar una inversió de 5.000 milions de dòlars EUA (3.470 milions d'euros) al Bank of America.
El 2 de setembre de 2011, el govern dels Estats Units va iniciar accions legals contra Bank of America pel seu paper en la crisi de les hipoteques subprime.
El febrer de 2012, Bank of America juntament amb Wells Fargo, JPMorgan Chase, Citigroup i Ally Financial van pagar una multa conjunta de 25.000 milions de dòlars per execucions hipotecàries inadequades.
El gener de 2013, BoA es compromet a pagar 3.600 milions de dòlars a Fannie Mae, que l'acusa d'haver-li venut hipoteques sense haver fet les comprovacions necessàries sobre la solvència dels prestataris, i a recomprar-la per 6.750 milions de préstecs hipotecaris defectuosos. La majoria d'aquests crèdits dolents van ser emesos per Countrywide Financial abans de la seva presa de control per BoA.
El juliol de 2014, BoA va tornar a pagar una multa de 9.500 milions de dòlars a les autoritats nord-americanes en el paper de la seva filial Countrywide Financial, que suposadament va abusar de Fannie Mae i Freddie Mac durant la crisi subprime. L'agost de 2014, BoA, en el marc d'un acord amb les autoritats nord-americanes, paga una nova multa per un import de 16.650 milions de dòlars EUA, inclosos 7 com a compensació als seus clients, per la manca d'informació que donen als seus clients sobre condicions de préstec de risc.
El novembre de 2014, després d'una investigació de la Financial Conduct Authority (Regne Unit), Finma (Suïssa), la Commodity Futures Trading Commission (EUA) i l’Oficina del Controlador de la Moneda (US United), Bank of America, Citigroup, HSBC, JP Morgan Chase, Royal Bank of Scotland i UBS paguen una multa de 4.200 milions de dòlars EUA en relació amb acords per manipular el preu del líbor, un índex de tipus de canvi.
El novembre de 2015, BlackRock va adquirir la gestió de 87.000 milions de fons del mercat monetari de Bank of America.
El desembre de 2016, Lloyds va anunciar l'adquisició de MBNA UK, una filial que gestiona targetes de crèdit al Regne Unit del Bank of America per 1.900 milions de lliures.

## Ingressos executius
Thomas Montag va guanyar prop de 30 milions de dòlars el 2009.

## Dades financeres
| curs               | 2002   | 2003   | 2004    | 2005    | 2006    |
| ------------------ | ------ | ------ | ------- | ------- | ------- |
| Ingrés net bancari | 35.082 | 38.529 | 49.610  | 56.923  | 74.247  |
| EBITDA             | 18.654 | 16.722 | 21.885  | 29.490  | 35.597  |
| Benefici net       | 9.249  | 10.810 | 14.143  | 16.465  | 21.133  |
| Força de treball   | N/A    | N/A    | 176.000 | 176.638 | 203.000 |